# River: The Joni Letters
《River: The Joni Letters》는 버브 레코드가 2007년 9월 25일에 발매한 미국의 재즈 피아니스트 허비 행콕의 마흔 번째 스튜디오 음반이다. 이 음반은 캐나다의 싱어송라이터인 조니 미첼이 작곡한 음악의 커버곡들을 특징으로 하는 헌정 음반이다.
이 음반은 미국 빌보드 200에서 5위로 정점을 찍었고, 그래미 어워드 이후의 엄청난 판매 증가를 누렸다. 《River: Joni Letters》는 비평가들로부터 대체로 긍정적인 평가를 받았고, 제 50회 그래미 어워드에서 올해의 앨범상과 최고의 컨템포러리 재즈 음반 등 여러 상을 받았다. 《River: The Joni Letters》가 올해의 앨범상을 받은 이후, 아프리카계 미국인이나 흑인 민족이 지금까지 13년 동안 지속된 그래미의 주요 작품으로 여겨지는 이 부문을 수상한 것은 없다.

## 배경
행콕은 미첼의 오랜 친구이고, 음반 내내 연주하는 색소폰 연주자 웨인 쇼터는 이전에 미첼의 1979년 음반 《Mingus》와 함께 작업한 적이 있으며, 두 사람 모두 그 이후 계속해서 그녀와 함께 작업했다.
《River: The Joni Letters》의 객원 보컬리스트로는 레너드 코언, 티나 터너, 노라 존스, 커린 베일리 레이, 루치아나 수자, 조니 미첼 등이 있다.

## 평가
| 전문가 평가        | 전문가 평가 |
| 평가 점수          | 평가 점수   |
| 출처               | 점수        |
| ------------------ | ----------- |
| About.com          | [ 3 ]       |
| All About Jazz     | (favorable) |
| AllMusic           | [ 5 ]       |
| Robert Christgau   | [ 6 ]       |
| Daily News         | (favorable) |
| The Guardian       | [ 8 ]       |
| New York           | (favorable) |
| The New York Times | (favorable) |
| The New Yorker     | (favorable) |
| Time Out           | [ 12 ]      |

이 음반은 2008년 올해의 음반으로 그래미 어워드를 받았고, 엄청난 포스트 그래미 판매 증가를 겪은 후 빌보드 200에서 5위로 정점을 찍었다. 또한 스위스에서 61위, 프랑스에서 70위, 네덜란드에서 76위로 정점을 찍었다.

## 수상
2008년 2월 10일, 이 음반은 제50회 그래미 어워드에서 올해의 음반과 최고의 컨템포러리 재즈 음반을 수상했다. 행콕은 카니예 웨스트, 푸 파이터스, 에이미 와인하우스, 빈스 길과 올해의 앨범상을 놓고 경쟁하고 있었다. 《River: The Joni Letters》는 그 상의 역사상 올해의 앨범상을 수상한 두 번째 재즈 음반이었다. 첫 번째는 1965년 스탠 게츠와 주앙 지우베르투의 《Getz/Gilberto》였다. 곡 〈Both Sides Now〉는 또한 베스트 재즈 인스트루멘탈에 지명되었다.

## 곡 목록
모든 곡들은 특별한 언급이 없는 한 조니 미첼에 의해 작사/작곡하였다.
| #   | 제목                                        | 작사·작곡                         | 재생 시간 |
| --- | ------------------------------------------- | --------------------------------- | --------- |
| 1.  | 〈Court and Spark (Feat. 노라 존스)〉       |                                   | 7:35      |
| 2.  | 〈Edith and the Kingpin (Feat. 티나 터너)〉 |                                   | 6:32      |
| 3.  | 〈Both Sides, Now〉                         |                                   | 7:38      |
| 4.  | 〈River (Feat. 커린 베일리 레이)〉          |                                   | 5:25      |
| 5.  | 〈Sweet Bird〉                              |                                   | 8:15      |
| 6.  | 〈Tea Leaf Prophecy (Feat. 조니 미첼)〉     | 미첼, 래리 클라인                 | 6:34      |
| 7.  | 〈Solitude〉                                | 에디 드랭, 듀크 엘링턴, 어빙 밀스 | 5:42      |
| 8.  | 〈Amelia (Feat. 루치아나 수자)〉            |                                   | 7:26      |
| 9.  | 〈Nefertiti〉                               | 웨인 쇼터                         | 7:30      |
| 10. | 〈The Jungle Line (Feat. 레너드 코언)〉     |                                   | 5:00      |